# Stafet For Livet
Stafet For Livet (på engelsk Relay For Life) er en af Kræftens Bekæmpelses frivilligtdrevne aktiviteter. Stafet For Livet startede i USA og finder nu sted i 29 lande.
Stafetterne finder sted rundt om i landet, og de varer mellem 18-24 timer for at symbolisere et døgn i en kræftpatients liv, og at de og deres pårørende kæmper i både de lyse og mørke timer. Formålet med Stafet For Livet er at give håb via oplysning, fællesskab og indsamling af midler til Kræftens Bekæmpelses arbejde med forebyggelse, forskning og patientstøtte. Desuden er Stafet For Livet med til at sprede opmærksomhed og viden om kræft. Stafet For Livet er et døgn med aktiviteter, underholdning og oplysning, hvor venner, familier og kollegaer mindes dem, vi mistede til kræft, og giver håb til dem, der kæmper. Stafet For Livet er et årligt tilbagevendende arrangement, der i Danmark finder sted i forsommeren samt i sensommeren.

## Oprindelse
I 1985 besluttede den amerikanske kirurg i mavetarmsygdomme, Dr. Gordon Klatt, at han ville gøre en forskel for de mange kræftpatienter og pårørende, han mødte via sit arbejde som læge. Han lånte derfor det lokale atletikstadion på Baker Stadium på University of Puget Sound i Tacoma, Washington. Her gik og løb han rundt i 24 timer. Gennem natten betalte venner $25 for at løbe eller gå 30 minutter med ham. Han gik omkring 134 km og indsamlede $27,000 til American Cancer Society. Næsten 300 af Klatt's venner, familie og patienter så på, mens han gik for kræftsagen. Efter denne event overvejede Klatt, hvordan andre kunne deltage i en lignende 24-timers event i resten af landet. Han samlede et lille hold af mennesker og afholdte den første Stafet For Livet i 1986. 

## Stafettens forløb
Stafet For Livet skal symbolisere, hvordan mennesker, der er berørt af kræft skal kæmpe både i de lyse og mørke timer, hvorfor stafetterne skal vare mellem 18-24 timer. Der kan være variation stafetterne imellem, men nedenstående fire elementer finder altid sted:
- En fighterrunde, der starter stafetten
- En holdstafet
- En lysceremoni, der skal ære dem, der kæmper mod kræft og mindes dem, der vi mistede
- En afslutningsceremoni

### Fighterrunde
Fightere er for personer, der har hørt ordene "Du har kræft". Det vil sige både dem, der kæmper mod en kræftsygdom og dem, som har overvundet kræften. Fighterrunden åbner altid Stafet For Livet og her går Fighterne (alene eller sammen med de øvrige deltagere) den første runde. Fighterne er Stafet For Livets æresgæstser og er en vigtig del af stafetten, da de er med til at give håb om, at kræftsygdommen kan overvindes.

### Holdstafet
Stafet For Livet er bygget op omkring holdstafetten, hvor stafettens hold går eller løber for kræftsagen. Der er typisk 10-15 deltagere på et hold, og der skal minimum være én deltager fra hvert hold på banen i de 24 timer stafetten varer Symbolikken er, at man dermed sammen er med til at klare sig gennem de lyse og mørke timer. Holdene er med deres fælles indsats med til, gennem rundesponsorater eller anden sponsorering, at samle penge ind til bekæmpelsen af kræft.

### Lysceremoni
Lysceremonien afholdes om aftenen, når mørket falder på. Der tændes stearinlys i små papirposer, der er dekoreret med hilsner til dem, der kæmper mod en kræftsygdom eller dem, der har tabt kampen. Ved lysceremonien samles deltagerne på stafetten og holder et øjebliks stilhed til ære og respekt for de kræftramte. Lysposerne placeres ofte langs banen, og lysene brænder hele natten, mens stafetten fortsætter.

## Stafet For Livet i Danmark
Stafet For Livet har i 2017 været afholdt i følgende 66 danske byer:

### Region Hovedstaden
Allerød, Dragør, Egedal, Frederiksberg, Frederikssund, Gribskov, Helsingør, Herlev, Hvidovre, Hørsholm, Nørrebro, Rønne, Tårnby

### Region Sjælland
Greve, Haslev, Køge, Nykøbing F, Næstved, Ringsted, Roskilde, Skælskør, Sorø, Tølløse, Vordingborg

### Region Syd
Aabenraa, Billund, Esbjerg, Fredericia, Haderslev, Kerteminde, Kolding, Nordfyn, Odense, Ribe, Sdr. Nærå, Skærbæk, Gråsten, Varde, Vejen, Vejle

### Region Midt
Aarhus, Bjerringbro, Brabrand, Gørding, Hadsten, Herning, Holstebro, Horsens, Odder, Randers, Silkeborg, Skanderborg, Skive, Skjern, Syddjurs, Viborg

### Region Nord
Aalborg, Aars, Brønderslev, Fjerritslev, Frederikshavn, Hjørring, Hobro, Nibe, Mors Thisted.

## Udvikling af Stafet For Livet
| Årstal | Antal stafetter | Antal involverede danskere | Kilder |
| ------ | --------------- | -------------------------- | ------ |
| 2013   | 25 stafetter    | 25.000                     | [ 15 ] |
| 2014   | 37 stafetter    | 40.000                     | [ 15 ] |
| 2015   | 48 stafetter    | 62.000                     | [ 16 ] |
| 2016   | 58 stafetter    | 75.000                     | [ 17 ] |
| 2017   | 66 stafetter    | 80.000                     |        |

## Eksterne links
- Stafet For Livets hjemmeside Stafet For Livet.dk
- Kræftens Bekæmpelses hjemmeside Cancer.dk
- Global Relay for Life (http://www.relayforlife.org/relay/)

## Fodnoter
1. ↑  "Global Relay | Relay For Life". Arkiveret fra originalen 27. juni 2010. Hentet 6. juni 2011. {{cite web}}: no-break space character i |title= på position 13 (hjælp)
2. ↑  Ny rekord i Stafet for livet | dagbladet-holstebro-struer.dk
3. ↑  Masser af underholdning ved Stafet For Livet i Odder | stiften.dk
4. 1 2  "Stafet For Livet". Arkiveret fra originalen 29. juni 2011. Hentet 6. juni 2011.
5. ↑  "Arkiveret kopi". Arkiveret fra originalen 29. september 2020. Hentet 6. december 2017.
6. ↑  "Relay For Life | Cancer Walk | American Cancer Society". Arkiveret fra originalen 24. august 2011. Hentet 23. juli 2011.
7. ↑  Midwest Relay For Life: Gordy Klatt honored!
8. ↑  "Arkiveret kopi". Arkiveret fra originalen 7. december 2017. Hentet 6. december 2017.
9. ↑  Kræftfightere satte rørende præg på Stafet for Livet | jv.dk
10. ↑  "Arkiveret kopi". Arkiveret fra originalen 7. december 2017. Hentet 6. december 2017.
11. ↑  Nyheder – seneste nyt fra Aalborg | Aalborg:nu
12. ↑  38 hold gik tusindvis af stafet-runder | vafo.dk
13. ↑  Stafetten i Nibe tænder lys i mørket
14. ↑  Se de rørende hilsner: Hundredvis af lysposer ved Stafet for Livet Kolding | jv.dk
15. 1 2  "Arkiveret kopi". Arkiveret fra originalen 7. december 2017. Hentet 6. december 2017.
16. ↑  "Arkiveret kopi". Arkiveret fra originalen 7. december 2017. Hentet 6. december 2017.
17. ↑  "Arkiveret kopi". Arkiveret fra originalen 7. december 2017. Hentet 6. december 2017.